# 2016-os magyar atlétikai bajnokság
A 2016-os magyar atlétikai bajnokság a 121. bajnokság volt.

## Időpontok
- téli dobó bajnokság: február 27., Szombathely
- mezeifutás: március 12., Kecskemét
- 50 km gyaloglás: március 19., Gyűgy
- 20 km-es gyaloglás: április 30., Békéscsaba
- 10 000 m: május 1., Budapest
- váltó bajnokság: május 21., Budapest
- pályabajnokság: július 29-31., Székesfehérvár
- félmaraton: szeptember 11., Budapest
- többpróba: szeptember 17-18., Székesfehérvár
- 10 km: szeptember 25., Szombathely
- maraton: október 9., Budapest

## Eredmények

### Férfiak
| Versenyszám            | Arany                                                                        | Arany    | Ezüst                                                               | Ezüst                 | Bronz                                                                | Bronz                 |
| ---------------------- | ---------------------------------------------------------------------------- | -------- | ------------------------------------------------------------------- | --------------------- | -------------------------------------------------------------------- | --------------------- |
| 100 m                  | Sipos János Szolnoki MÁV                                                     | 10,39    | Illovszky Dominik Bp. Honvéd                                        | 10,59                 | Szabó Dániel Alba Regia AK                                           | 10,62                 |
| 200 m                  | Sipos János Szolnoki MÁV                                                     | 21,74    | Szabó Dániel Alba Regia AK                                          | 21,90                 | Bézsenyi Gergely Bp. Honvéd                                          | 21,99                 |
| 400 m                  | Deák Nagy Marcell Gödöllői EAC                                               | 46,77    | Boda Boldizsár Haladás VSE                                          | 48,30                 | Szilágyi Gábor Győri AC                                              | 48,70                 |
| 800 m                  | Kazi Tamás Debreceni SC-SI                                                   | 1:51,35  | Kiss Gergő VEDAC                                                    | 1:52,10               | Vindics Balázs Újpesti TE                                            | 1:52,18               |
| 1500 m                 | Kazi Tamás Debreceni SC-SI                                                   | 3:40,93  | Kovács Benjámin Újpesti TE                                          | 3:41,27               | Gregor László Békéscsabai AC                                         | 3:45,07               |
| 5000 m                 | Kovács Benjámin Újpesti TE                                                   | 15:18,54 | Szögi István VEDAC                                                  | 15:20,45              | Tábor Miklós Békéscsabai AC                                          | 15:21,28              |
| 10 000 m               | Kovács Benjámin Újpesti TE                                                   | 29:47,36 | Gregor László Békéscsabai AC                                        | 30:39,09              | Józsa Gábor MAC                                                      | 30:46,51              |
| maraton                | Józsa Gábor MAC                                                              | 2:22:39  | Kovács Tamás VEDAC                                                  | 2:23:26               | Jenkei Péter Vasas                                                   | 2:23:52               |
| 110 m gát              | Baji Balázs Békéscsabai AC                                                   | 13,39    | Szűcs Valdó Zalaegerszegi AC                                        | 13,78                 | Gönczöl Máté VEDAC                                                   | 14,62                 |
| 400 m gát              | Koroknai Tibor Debreceni SC-SI                                               | 50,85    | Tamási Ottó Kecskeméti ARC                                          | 52,37                 | Kővári Tamás Ikarus BSE                                              | 52,52                 |
| 3000 m akadály         | Juhász Balázs Debreceni SC-SI                                                | 8:52,07  | Gregor László Békéscsabai AC                                        | 8:54,50               | Dani Áron BEAC                                                       | 9:10,78               |
| 4 × 100 m              | Pázmándi Zsolt Boros Bence Sipos János Ecseki Dániel Szolnoki MÁV            | 40,61    | Illovszky Dominik Tóth Áron Orosz Bence Bézsenyi Gergely Bp. Honvéd | 41,70                 | Pap Kristóf Kása Tibor Koszti Dániel Boda Boldizsár Haladás VSE      | 41,89                 |
| 4 × 200 m váltó        | Molnár Gergely Deák Nagy Marcell Vigvári Szabolcs Kovács Zoltán Gödöllői EAC | 1:26.37  | Kása Tibor Pap Kristóf Koszti Dániel Kemény Dávid Haladás VSE       | 1:28,31               | Pázmándi Zsolt Boros Bence Ecseki Dániel Sipos János Szolnoki MÁV    | 1:29,68               |
| 4 × 400 m              | Vigvári Szabolcs Pálmai Márk Takács Ákos Deák Nagy Marcell Gödöllői EAC      | 3:12,17  | Győri Árpád Kazi Tamás Pápai Márton Koroknai Tibor Debreceni SC-SI  | 3:13,22               | Kása Tibor Kemény Dávid Jagodics Dennis Boda Boldizsár Haladás VSE   | 3:15,55               |
| 4 × 800 m váltó        | Szemeti Péter Tulok Mátyás Kovács Benjámin Vindics Balázs Újpesti TE         | 7:25,27  | Wagner Gábor Ludvig Benjámin Dénes Mátyás Dénes Ervin Ikarus BSE    | 7:48,55               | Schöffer Attila Major Dávid Szántó Bence Izbéki Balázs Tatabányai SC | 7:55,82               |
| 20 km gyaloglás        | Helebrandt Máté Nyíregyházi SC                                               | 1:22:38  | Venyercsán Bence Bp. Honvéd                                         | 1:27:34               | Bagdány Tomasz Tatabányai SC                                         | 1:27:52               |
| 50 km gyaloglás        | Helebrandt Máté Nyíregyházi SC                                               | 3:53:54  | Srp Miklós Bp. Honvéd                                               | 3:57:06               | Venyercsán Bence Bp. Honvéd                                          | 4:02:35               |
| magasugrás             | Bakosi Péter Nyíregyházi SC                                                  | 2,12 m   | Jankovics Dániel BSC                                                | 2,08 m                | Horváth Csaba Benjamin Ikarus BSE                                    | 2,04 m                |
| rúdugrás               | Kéri Tamás Ikarus BSE                                                        | 5,00 m   | Simonváros Csanád Gödöllői EAC                                      | 4,90 m                | Szabó Dezső Győri AC                                                 | 4,80 m                |
| távolugrás             | Virovecz István Ferencvárosi TC                                              | 7,81 m   | Galambos Tibor Ferencvárosi TC                                      | 7,34 m                | Bánhidi Bence Postás SE                                              | 7,28 m                |
| hármasugrás            | László Dávid Alba Regia AK                                                   | 16,46 m  | Galambos Tibor Ferencvárosi TC                                      | 15,81 m               | Pap Kristóf Haladás VSE                                              | 15,75 m               |
| súlylökés              | Kürthy Lajos Mohácsi TE                                                      | 17,11 m  | Rakovszky Tibor KSI                                                 | 17,09 m               | Páli Viktor VEDAC                                                    | 17,04 m               |
| diszkoszvetés          | Kővágó Zoltán Szolnoki Honvéd                                                | 59,54 m  | Szikszai Róbert Nyíregyházi SC                                      | 58,59 m               | Káplár János Nyíregyházi SC                                          | 58,30 m               |
| kalapácsvetés          | Pars Krisztián Dobó SE                                                       | 73,38 m  | Halász Bence Dobó SE                                                | 72,22 m               | Rába Dániel Dobó SE                                                  | 66,82 m               |
| gerelyhajítás          | Rivasz-Tóth Norbert Törökszentmiklósi DAK                                    | 75,11 m  | Rab Attila Ikarus BSE                                               | 70,62 m               | Gulyás Tamás Szolnoki MÁV                                            | 69,84 m               |
| tízpróba               | Kriszt Botond Gödöllői EAC                                                   | 6477     | Szász Bence Ferencvárosi TC                                         | 6302                  | Galambos Zsolt Ferencvárosi TC                                       | 6234                  |
| tízpróba csapat        | Szász Bence Galambos Zsolt Galambos Tibor Ferencvárosi TC                    | 18711    | Több induló nem volt.                                               | Több induló nem volt. | Több induló nem volt.                                                | Több induló nem volt. |
| 10 km                  | Farkas Dárius BEAC                                                           | 30:20    | Juhász Balázs Debreceni SC-SI                                       | 30:27                 | Koszár Zsolt SYN FIT SZTG                                            | 30:35                 |
| 10 km csapat           | Kovács Tamás Szögi István Kiss Gergő VEDAC                                   | 26       | Farkas Dárius Dani Áron Csontos Imre BEAC                           | 28                    | Kovács Attila Horváth György Nemes Gergő Szombathelyi ESE            | 40                    |
| félmaraton             | Józsa Gábor MAC                                                              | 1:07:45  | Kovács Tamás VEDAC                                                  | 1:07:56               | Farkas Dárius BEAC                                                   | 1:08:08               |
| félmaraton csapat      | Kovács Tamás Minczér Albert Kis Áron VEDAC                                   | 3:33:36  | Farkas Dárius Csontos Imre Dani Áron BEAC                           | 3:38:06               | Józsa Gábor Kuncz Gábor Makár László MAC                             | 3:43:19               |
| maraton csapat         | Szabó Gábor Beda Szabolcs Boroznaki Lajos ELTE SE                            | 7:52:46  | Steib Péter Zabari János Mester Bálint TFSE                         | 8:29:04               | Több induló nem volt                                                 | Több induló nem volt  |
| 20 km gyaloglás csapat | Venyercsán Bence Srp Miklós Venyercsán László Bp. Honvéd                     | 4:43:47  | Több induló nem volt.                                               | Több induló nem volt. | Több induló nem volt.                                                | Több induló nem volt. |
| 50 km gyaloglás csapat | Srp Miklós Venyercsán Bence Major Ferenc Bp. Honvéd                          | 13:24:30 | Több induló nem volt.                                               | Több induló nem volt. | Több induló nem volt.                                                | Több induló nem volt. |
| mezeifutás             | Gregor László Békéscsabai AC                                                 | 30:47    | Kovács Benjámin Újpesti TE                                          | 30:48                 | Kovács Tamás VEDAC                                                   | 31:06                 |
| mezeifutás csapat      | Otman Nebil Pápai Márton Kazi Tamás Debreceni SC-SI                          | 18       | Kovács Tamás Minczér Albert Kis Áron VEDAC                          | 26                    | Kovács Benjámin Vindics Balázs Tulok Mátyás Újpesti TE               | 30                    |

### Nők
| Versenyszám            | Arany                                                                                | Arany     | Ezüst                                                                 | Ezüst                 | Bronz                                                                       | Bronz                 |
| ---------------------- | ------------------------------------------------------------------------------------ | --------- | --------------------------------------------------------------------- | --------------------- | --------------------------------------------------------------------------- | --------------------- |
| 100 m                  | Kaptur Éva Gödöllői EAC                                                              | 11,61     | Nguyen Anasztázia MTK                                                 | 11,65                 | Csóti Jusztina Zalaegerszegi AC                                             | 11,83                 |
| 200 m                  | Kaptur Éva Gödöllői EAC                                                              | 24,72     | Csóti Jusztina Zalaegerszegi AC                                       | 24,85                 | Nádházy Evelin Bp. Honvéd                                                   | 24,95                 |
| 400 m                  | Kéri Bianka VEDAC                                                                    | 53,94     | Nádházy Evelin Bp. Honvéd                                             | 54,17                 | Osváth Krisztina Nyíregyházi SC                                             | 55,67                 |
| 800 m                  | Kéri Bianka VEDAC                                                                    | 2:08,60   | Aradi Bernadett Debreceni SC-SI                                       | 2:10,12               | Apáthy Sophie Vasas                                                         | 2:11,48               |
| 1500 m                 | Kószás Kriszta Győri AC                                                              | 4:28,70   | Tóth Lili Anna Dombóvári Vasutas                                      | 4:28,88               | Böhm Lilla KSI                                                              | 4:32,89               |
| 5000 m                 | Gyürkés Viktória Ikarus BSE                                                          | 16:40,.64 | Erdélyi Zsófia Újpesti TE                                             | 16:46,23              | Tóth Lili Anna Dombóvári Vasutas                                            | 16:48,99              |
| 10 000 m               | Kácser Zita Debreceni SC-SI                                                          | 34:44,53  | Gyürkés Viktória Ikarus BSE                                           | 35:34,64              | Somogyi Anett VEDAC                                                         | 35:58,98              |
| maraton                | Staicu Simona Dunakeszi VSE                                                          | 2:50:30   | Molnár Valéria BEAC                                                   | 2:57:39               | Csönge Helén Kaposvári AC                                                   | 3:00:38               |
| 100 m gát              | Kerekes Gréta Debreceni SC-SI                                                        | 13,28     | Kozák Luca Debreceni SC-SI                                            | 13,33                 | Juhász Lilla Haladás VSE                                                    | 13,73                 |
| 400 m gát              | Szűcs Noémi HÓDIÁK                                                                   |           | Zsiga Mónika Ikarus BSE                                               | 1:00,67               | Mátó Sára Alba Regia Ak                                                     | 1:01,21               |
| 3000 m akadály         | Gyürkés Viktória Ikarus BSE                                                          | 10:15,99  | Somogyi Anett VEDAC                                                   | 10:23,27              | Kószás Kriszta Győri AC                                                     | 10:45,34              |
| 4 × 100 m váltó        | Répási Petra Kaptur Éva Turcsik Katalin Komiszár Kriszta Gödöllői EAC                | 46,79     | Kéri Bettina Kéri Bianka Csorba Eszter Renkó Evelin VEDAC             | 47,83                 | Csóti Jusztina Ferenczi Melinda Horváth Lotti Tóth Bettina Zalaegerszegi AC | 47,92                 |
| 4 × 200 m váltó        | Répási Petra Komiszár Kriszta Turcsik Katalin Torma Evelin Gödöllői EAC              | 1:41,21   | Reizinger Fanni Tani Zsanett Zsíros Zsanett Nádházy Evelin Bp. Honvéd | Bp. Honvéd            | Több induló nem volt.                                                       | Több induló nem volt. |
| 4 × 400 m váltó        | Reizinger Fanni Zsivoczky-Farkas Györgyi Zsíros Zsanett<brNádházy Evelin> Bp. Honvéd | 3:48,05   | Répási Petra Kaptur Éva Király Adél Komiszár Kriszta Gödöllői EAC     | 3:50,21               | Tácsik Anna Aradi Bernadett Sárkány Fanni Palásti Luca Anna Debreceni SC-SI | 3:50,89               |
| 4 × 800 m váltó        | Simon Kati Tóth Virág Beke Zsanett Tóth Lili Anna Dombóvári Vasutas                  | 9:35,80   | Samai Zsuzsanna Krizsák Piroska Bihari Patricia Böhm Lilla KSI        | 9:48,36               | Több induló nem volt.                                                       | Több induló nem volt. |
| 20 km gyaloglás        | Madarász Viktória Újpesti TE                                                         | 1:30:47   | Récsei Rita Bp. Honvéd                                                | 1:35:33               | Torma Anett Kaposvári AC                                                    | 1:37:57               |
| magasugrás             | Szabó Barbara Újpesti TE                                                             | 1,90 m    | Krizsán Xénia MTK                                                     | 1,75 m                | Erős Enikő Ferencvárosi TC                                                  | 1,75 m                |
| rúdugrás               | Erős Enikő Ferencvárosi TC                                                           | 4,25 m    | Szűcs Krisztina MTK                                                   | 3,80 m                | Klekner Hanga Debreceni SC-SI                                               | 3,50 m                |
| távolugrás             | Schmelcz Fanny TFSE                                                                  | 6,36 m    | Krizsán Xénia MTK                                                     | 6,17 m                | Farkas Petra Újpesti TE                                                     | 6,13 m                |
| hármasugrás            | Hoffer Krisztina Tatabányai SC                                                       | 13,02 m   | Indaia Ivett Szekszárdi Sportközpont                                  | 12,86 m               | Bajnok Eszter Favorit AC                                                    | 12,55 m               |
| súlylökés              | Márton Anita Békéscsabai AC                                                          | 18,52 m   | Zsivoczky-Farkas Györgyi Bp. Honvéd                                   | 14,46 m               | Váradi Krisztina Maximus SE                                                 | 14,36 m               |
| diszkoszvetés          | Márton Anita Békéscsabai AC                                                          | 54,56 m   | Váradi Krisztina Maximus SE                                           | 48,51 m               | Kerekes Dóra Nyíregyházi SC                                                 | 46,97 m               |
| kalapácsvetés          | Gyurátz Réka Dobó SE                                                                 | 69,66 m   | Orbán Éva VEDAC                                                       | 66,15 m               | Gergelics Cintia Dobó SE                                                    | 63,14 m               |
| gerelyhajítás          | Szilágyi Réka Törökszentmiklósi DAK                                                  | 56,39 m   | Moravcsik Angéla MTK                                                  | 53,86 m               | Ormay Anikó Bp. Honvéd                                                      | 51,65 m               |
| hétpróba               | Renner Luca Gödöllői EAC                                                             | 5086      | Hortobágyi Anikó Békési DAC                                           | 4807                  | Nádházy Evelin Bp. Honvéd                                                   | 4493                  |
| hétpróba csapat        | Renner Luca Kovács Emma Ajkler Eszter Gödöllői EAC                                   | 13 138    | Nyeste Ágnes Veres Fanni Gyöngyösi Terézia Békési DAC                 | 11 422                | Szalai Szimonetta Farkas Viktória Incze Krisztina Újpesti TE                | 8008                  |
| 10 km                  | Kácser Zita Debreceni SC-SI                                                          | 34:58     | Vanek Margit Ferencvárosi TC                                          | 35:33                 | Szederkényi-Takács Andrea EAC                                               | 36:34                 |
| 10 km csapat           | Kácser Zita Gulyás Vera Aradi Bernadett Debreceni SC-SI                              | 14        | Kószás Kriszta Forrás-Szakály Zsuzsanna Kozák Rebeka Győri AC         | 32                    | Horváth Tímea Récsei Rita Szarka Eszter Bp. Honvéd                          | 35                    |
| félmaraton             | Kácser Zita Debreceni SC-SI                                                          | 1:19:25   | Staicu Simona Dunakeszi VSE                                           | 1:20:10               | Gulyás Vera Debreceni SC-SI                                                 | 1:21:37               |
| félmaraton csapat      | Kácser Zita Gulyás Vera Szentpéteri Diána Debreceni SC-SI                            | 4:25:43   | Horváth Tímea Laluska Zsuzsanna Hornyák Zita Bp. Honvéd               | 4:27:3                | Staicu Simona Kárász Krisztina Drahos Veronika Dunakeszi VSE                | 4:30:01               |
| maraton csapat         | Staicu Simona Bartucz Borbála Drahos Veronika Dunakeszi VSE                          | 9:22:04   | Vincze Zsófia Bosznay Diána Zólyomi Kinga Csömöri Sport Kft           | 9:52:23               | Több induló nem volt.                                                       | Több induló nem volt. |
| mezeifutás             | Kácser Zita Debreeni SC-SI                                                           | 21:09     | Somogyi Anett VEDAC                                                   | 21:18                 | Böhm Lilla KSI                                                              | 21:26                 |
| mezeifutás csapat      | Böhm Lilla Weiler Virág Szerencsi Ildikó KSI                                         | 16        | Kácser Zita Gulyás Vera Aradi Bernadett Debreceni SC-SI               | 24                    | Kószás Kriszta Forrás-Szakály Zsuzsanna Zajovics Nóra Győri AC              | 44                    |
| 20 km gyaloglás csapat | Récsei Rita Récsei Petra Szarka Eszter Bp. Honvéd                                    | 5:14:15   | Több induló nem volt.                                                 | Több induló nem volt. | Több induló nem volt.                                                       | Több induló nem volt. |

## Téli dobóbajnokság
Férfiak
| Versenyszám   | Arany                                     | Arany   | Ezüst                         | Ezüst   | Bronz                             | Bronz   |
| ------------- | ----------------------------------------- | ------- | ----------------------------- | ------- | --------------------------------- | ------- |
| diszkoszvetés | Huszák János Ferencvárosi TC              | 61,26 m | Savanyú Péter Omega AC Tamási | 58,09 m | Seres András Maximus SE           | 57,05 m |
| kalapácsvetés | Pars Krisztián Dobó SE                    | 77,38 m | Halász Bence Dobó SE          | 70,55 m | Pásztor Bence VEDAC               | 67,50 m |
| gerelyhajítás | Rivasz-Tóth Norbert Törökszentmiklósi DAK | 74,03 m | Magyari Zoltán MTK            | 71,09 m | Schmölcz Márk Xavér Tatabányai SC | 69,95 m |

Nők
| Versenyszám   | Arany                       | Arany   | Ezüst                       | Ezüst   | Bronz                           | Bronz   |
| ------------- | --------------------------- | ------- | --------------------------- | ------- | ------------------------------- | ------- |
| diszkoszvetés | Márton Anita Békéscsabai AC | 53,67 m | Kerekes Dóra Nyíregyházi SC | 49,22 m | Gyurátz Réka Dobó SE            | 45,92 m |
| kalapácsvetés | Gyurátz Réka Dobó SE        | 69,65 m | Gergelics Cintia Dobó SE    | 64,85 m | Fertig Fruzsina VEDAC           | 61,85 m |
| gerelyhajítás | Ormay Anikó Bp. Honvéd      | 53,68 m | Moravcsik Angéla MTK        | 53,19 m | Bogdán Annabella Békéscsabai AC | 50,91 m |